# Новосибирский торгово-экономический колледж
Новосибирский торгово-экономический колледж — среднее специальное учебное заведение в Центральном районе Новосибирска, основанное в 1936 году.

## История
В 1936 году решением НК внутренней торговли и краевого внутреннего торга в Новосибирске был создан техникум советской торговли. Первым директором стал Г. С. Нарожнов.
В ноябре 1936 года приступили к занятиям. Первый выпуск состоял лишь из 17 человек, однако уже в 1940 году количество выпускников увеличилось до 161.
В начальный период Великой Отечественной войны большое число учителей и студентов отправились на фронт, обучение было приостановлено, а учебный корпус занял военный госпиталь. В общежитии учебного заведения, в свою очередь, поселились эвакуированные из Ленинграда рабочие.
В апреле 1943 года СНК СССР и Новосибирским исполкомом было принято решение о возобновлении работы техникума. На пост директора был назначен Г. Я. Бланк, который внёс большой вклад в восстановление техникума, организацию нового набора, привлечение педагогических кадров и возвращение учеников старших курсов к учёбе. По причине большого спроса на специалистов торговли количество студентов стало увеличиваться с каждым годом. В учреждении появилось вечернее отделение, а впоследствии и заочное.
В 1951—1968 годах должность директора занимала В. И. Караваева, работавшая в учреждении ещё в 1940 году. Во время её правления техникум вырос до крупного среднего специального учебного заведения.
В 1992 году техникум сменил название на торгово-коммерческий, а в 1994 году получил статус колледжа.
1 сентября 1996 года при учреждении открылся факультет Московского государственного университета коммерции.

## Образование
В разное время техникум обучал товароведов книжной торговли, промышленных и продовольственных товаров, готовил технологов и плановиков. Кроме того, выпускники колледжа работают и в образовательных учреждениях Новосибирска.